# Adolphus Greely
Adolphus Washington Greely, född 27 mars 1844, död 20 oktober 1935, var en amerikansk militär och polarforskare.
Greely ledde 1881–1884 den internationella polarexpeditionen till Lady Franklin Bay i Grant Land, Ellesmereön, vilken ingick i forskningsarbetet för "polaråret" 1882–1883. De flesta deltagarna omkom. Själv gjorde Greely två resor till det inre av Ellesmereön. Han skrev bland annat Three eyars of arctic service (2 band, 1886).